# Agamemnonova maska
Agamemnonova maska je artefakt, ki ga je v Mikenah, Grčija, leta 1876 odkril Heinrich Schliemann. Artefakt je zlata pogrebna maska, najdena na obrazu trupla v pokopni gomili, imenovani grob V, na prostoru grobni krog A. Schliemann je verjel, da je odkril truplo legendarnega grškega voditelja Agamemnona, vendar sodobne arheološke raziskave kažejo, da je maska iz 1550–1500 pred našim štetjem, torej zgodnejša od domnevnega Agamemnona.
Maska je shranjena v Narodnem arheološkem muzeju v Atenah.

## Opis
Maska je ena od petih odkritih v kraljevih grobovih pri Mikenah – tri v grobu IV in dve v grobu V. Obrazi in roke dveh otrok v grobu III so bili pokriti z zlatimi lističi, eden je imel luknje za oči. Maska je bila zasnovana kot pogrebna maska v zlatu.
Obrazi moških niso vsi pokriti z maskami. Da so možje in bojevniki, dokazuje orožje v njihovih grobovih. Količina zlata in skrbno obdelani artefakti kažejo čast, bogastvo in status. Oblačila običajnih voditeljev z zlatimi lističi so znana tudi od drugod. Agamemnonovo masko je Schliemann imenoval po legendarnem grškem kralju iz Homerjeve Iliade. Ta maska je krasila eno od trupel v grobovih v Mikenah. Za Schliemanna je bil to dokaz, da je bila trojanska vojna resnično zgodovinski dogodek.
Agamemnonova maska je bila narejena iz debele zlate pločevine, ogreta in oblikovana s kladivom na lesenem ozadju, s podrobnostmi, narejenimi pozneje z ostrim orodjem. 

## Pristnost
V drugi polovici 20. stoletja in na začetku 21. stoletja je bila pristnost maske uradno vprašljiva. Revija Archeology je objavila vrsto člankov, ki predstavljajo obe strani v razpravi. V času izkopa grobnice je Grško arheološko društvo nadzorovalo delo Schliemanna (po vprašanjih pri Troji), poslalo Panagiotisa Stamatakisa kot direktorja izkopavanj, ki je budno spremljal Schliemanna.
Zagovorniki goljufije so se osredotočali na Schliemannov ugled pri izkopavanju  artefaktov drugod. Iznajdljivi Schliemann, trdijo, bi lahko imel masko izdelano po splošnem modelu drugih mikenskih mask in je lahko našel priložnost, da jo je namestil za izkop.
Odvetnik zagovornik  je poudaril, da je bil izkop 26., 27. novembra zaradi nedeljskega počitka in dežja končan. Dovoljenje za ponovno izkopavanje je bilo dano šele, ko je Stamatakis dobil verodostojne priče. Preostalih treh mask niso odkrili pred 28. novembrom. Agamemnonova maska je bila najdena 30. novembra.
Drugi napad temelji na opremi. Agamemnonova maska se razlikuje od treh drugih mask v več točkah: je tridimenzionalna namesto ploska, ena izmed obraznih dlak je izrezana in ne gravirana, ušesa so izrezana, oči so upodobljene kot odprte in zaprte z odprtimi vekami, toda črta z zaprtimi vekami čez sredino, obraz vseh upodobitev v mikenski umetnosti ima polno koničasto brado z zavihanimi brki, usta so dobro poudarjena (v primerjavi s ploskimi maskami), obrvi so oblikovane iz dveh lokov namesto enega.
Obramba je predstavila predhodne argumente, oblika ustnic, trikotna brada in podrobnosti brade so skoraj enake kot griva in pramen zlatega levjeglavega ritona iz groba IV. Trdila je, da je Schliemannova dvoličnost močno pretirana in da so se napadalci hoteli maščevati.